# فني الأسنان

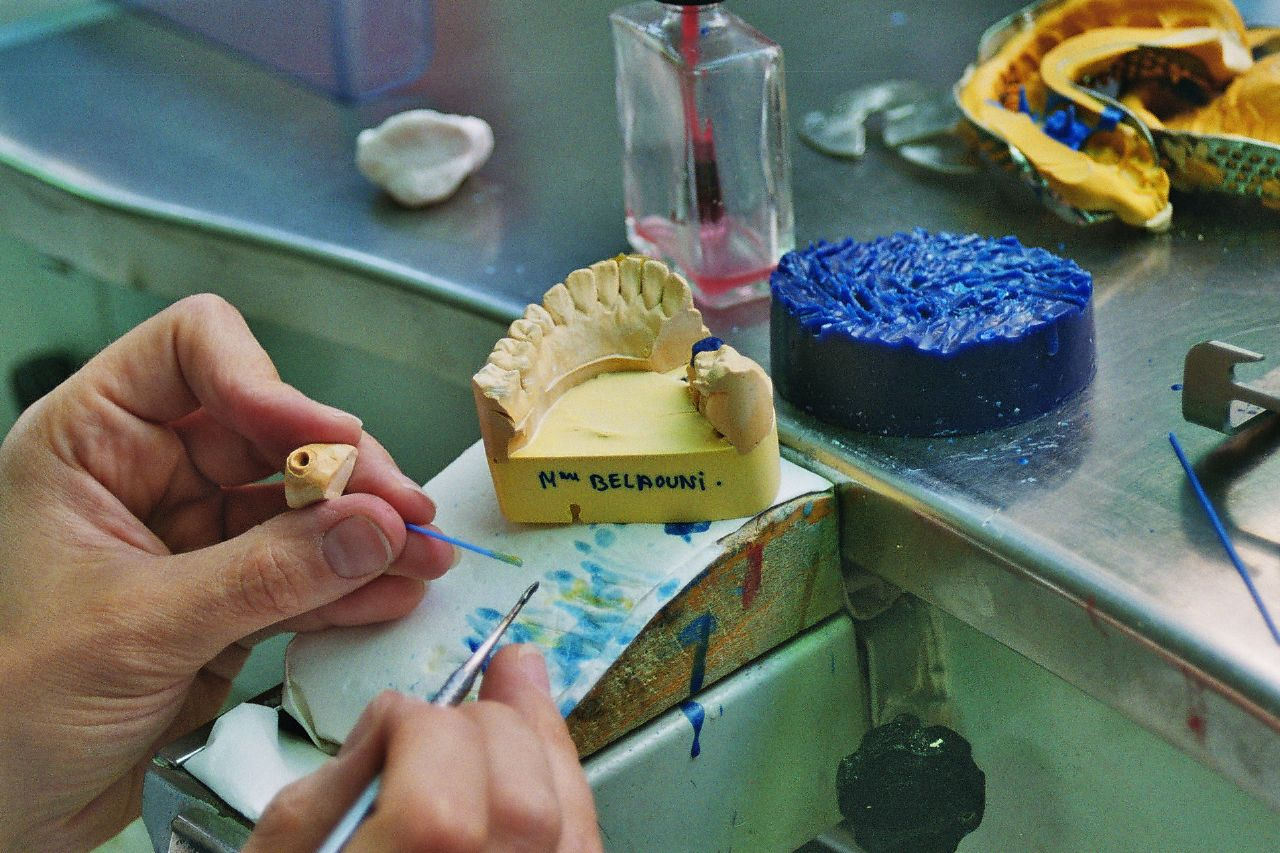

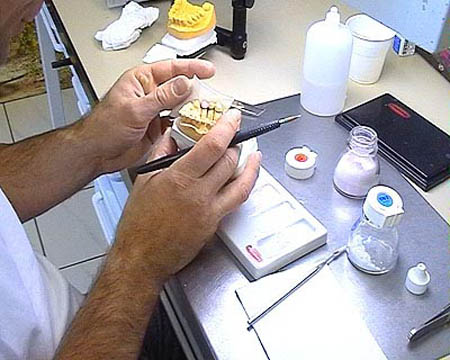

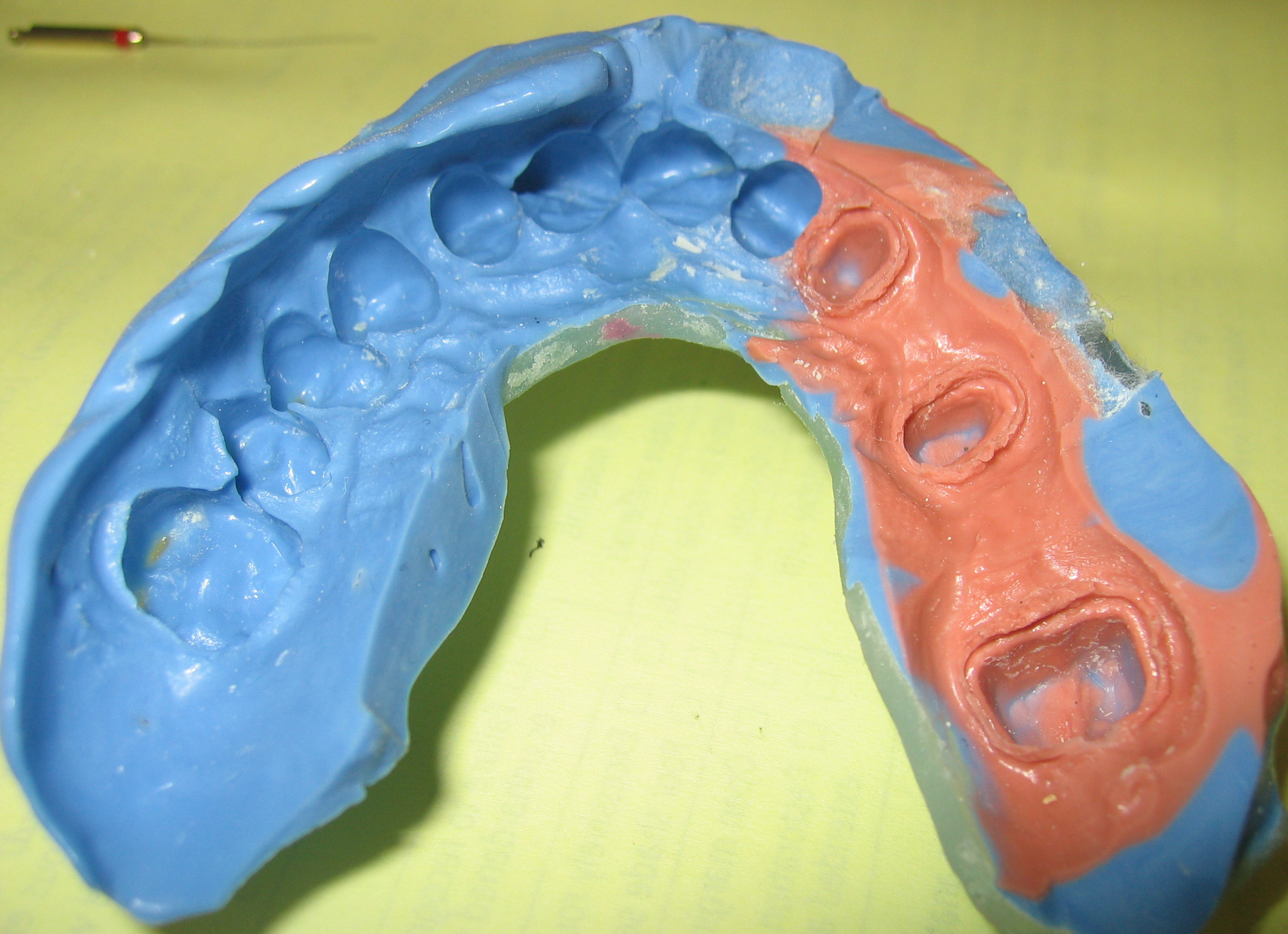

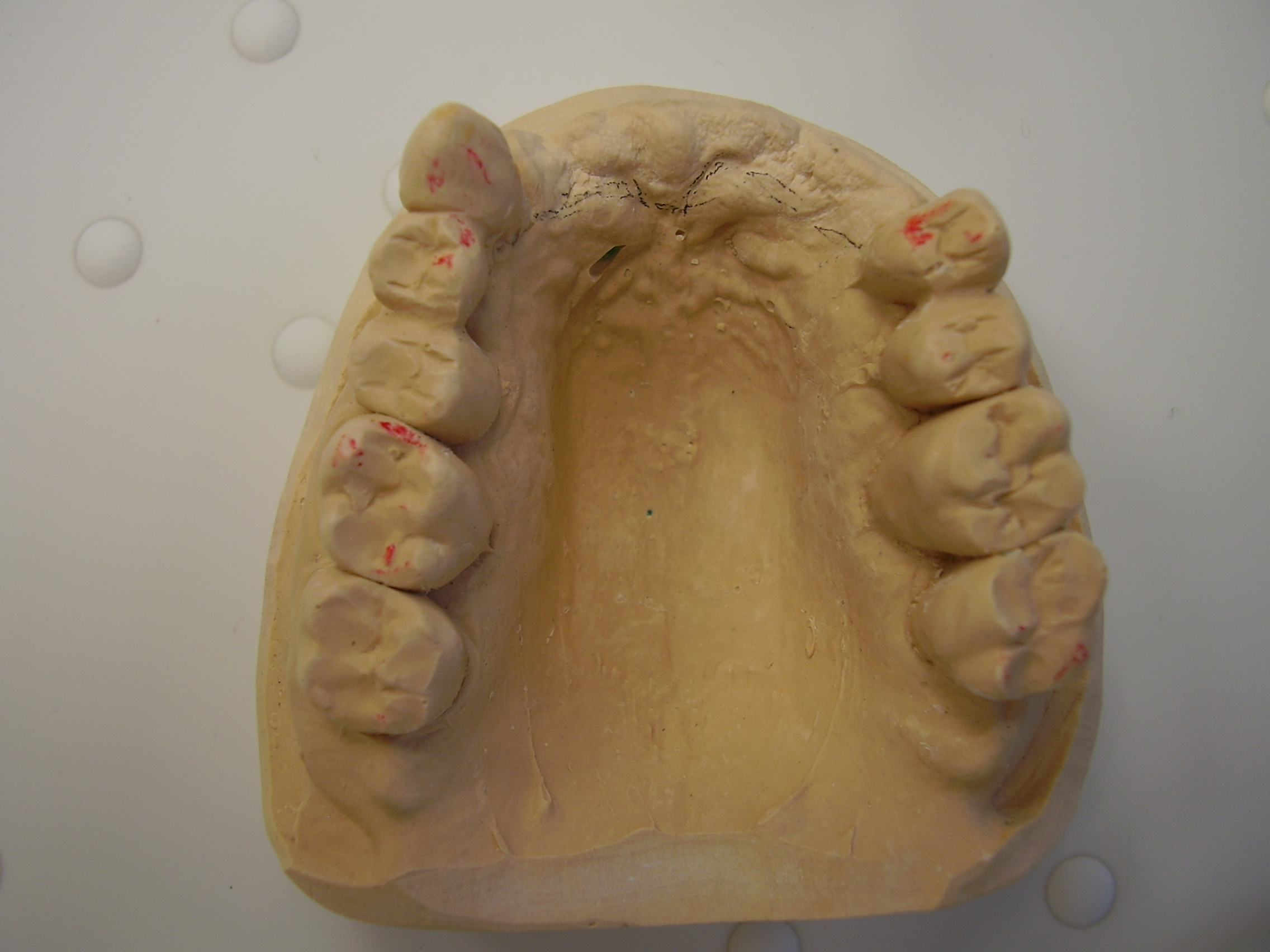

فني أسنان أو تقني الأسنان أو تِقْنُ الأسنان (بالإنكليزية: Dental technician) هو عضو في فريق طب الأسنان، ويعمل في مختبر لصناعة الأسنان على إنشاء أسنان بديلة للمرضى (تعويضات سنية) وفق أوصاف ومقاييس بطلب من طبيب الأسنان، ومن هذه التعويضات: الجسور، والغرسات، وأطقم الأسنان. يقوم فني الأسنان بإنتاج هذه التعويضات عن طريق العمل اليدوي الميكانيكي باستخدام آلات وأدوات خاصة.
ولا بد أن يكون فني الأسنان قد درس دراسة أكاديمية تؤهله للعمل بهذه المهنة، تتخلل هذه الدراسة معرفة معلومات طبية تتعلق بالفم والأسنان وتشريح الرأس والعنق والتعويضات السنية المختلفة، وتتخلل أيضا التعليم العملي في المختبرات الخاصة الذي تدرب الطالب على إنشاء التعويضات السنية.
تقني الأسنان (فني الأسنان المختبري) هو عضو في فريق طب الأسنان الذي، بناءً على وصفة طبيب أسنان، يبني أجهزة بطريقة مخصصة وأجهزة لطب الأسنان.
هناك أربعة تخصصات رئيسية في تكنولوجيا طب الأسنان. وهي أدوات صناعة أسنان ثابتة تتضمن التيجان والجسور وزراعة الأسنان؛ أدوات صناعة أسنان قابلة للإزالة، تتضمن أطقم الأسنان لكامل الأسنان وأطقم الأسنان للبعض من الأسنان؛ أدوات صناعة الأسنان للوجه والفكين تتضمن أجزاء صناعية للعين وأجزاء صناعية لقحف الوجه؛ وتقويم الأسنان وتوابعه والذي يتضمن أجهزة تقويم الأسنان وواقيات الفم.
يتواصل طبيب الأسنان مع تقني الأسنان من خلال وصفات طبية ورسومات وقياسات أُخذت من المريض. الجانب الأهم من كل هذا هو طبعة الأسنان الذي يُصب فيه جبس الأسنان الحجري للحصول على نسخة طبق الأصل للتركيب البنيوي لدى المريض والذي يُعرف بـ قالب الصب للأسنان. يستطيع التقني بعدها استخدام هذا القالب لتصنيع الأسنان المطلوبة.

## الترميمات الثابتة
ترميم الأسنان الثابت هو جهاز مُصمم لاستبدال سن واحد أو عدة أسنان فُقدت أو تضررت من الإصابة أو التسوس أو أمراض الفم الأخرى. تختلف هذه الترميمات عن الترميمات الأخرى بحقيقة أنه عندما يضعها طبيب الأسنان لا يمكن للمريض إزالتها. تتضمن مثل هذه الترميمات التيجان، والجسور، والقشور، وترميمات الزرع الثابتة، والترصيعات والأونليز.

## الترميمات القابل للإزالة
الترميمات القابلة للإزالة هي أجهزة أسنان طبية لاستبدال سن واحد أو أكثر فُقدت بالكامل. تبقى هذه الترميمات ثابتة بشكل مثالي في الوظيفة العادية ولكن يمكن إزالتها من قبل المريض للتنظيف وفي الليل. تُثبت الترميمات القابلة للإزالة إما بأنسجة المريض الرخوة كما في أطقم الأسنان الكاملة,
أو تُثبت بالأسنان الأخرى كما في أطقم الأسنان الجزئية وأطقم الأسنان البديلة أو بإضافات الزرع كما في أطقم الأسنان المزروعة وأطقم الأسنان الجزئية.

## تقويم الأسنان
يستخدم تقني تقويم الأسنان في معالجة أجهزة تقويم الأسنان بالأسلاك، نابضًا وبراغي بوصفة طبية من اختصاصي تقويم الأسنان إما لتحريك الأسنان لتشكيل إطباق أسنان متناغم أو مظهر جميل للأسنان أو للحفاظ على موقع سن حُرك سابقاً.

## التخصص
يتطلب التدريب لتصبح تقني أسنان دراسة أكاديمية بالإضافة إلى اكتساب خبرة من العمل في الوظيفة. وبالتالي، بغض النظر عن الدولة) طالما لقب «فني أسنان» موجود هناك) ليصبح الفرد مؤهلًا ينهي دراستهُ، ولكن ليس تدريبه إذ تتطلب هذه الحرف سنوات من الخبرة لإتقانها.
اعتماداً على الوظيفة التي يمارسها تقني الأسنان، قد تختلف أسماؤها المحددة أيضاً («السيراميك»، «الملمع»، «تقويم الأسنان»، إلخ..). في الواقع، بسبب التعقيد المتعلق بمهنة تقني الأسنان، يتخصص المحترف عمومًا في مجال واحد من صناعة الأسنان، إذ تتنوع الأجهزة للتصميم والصناعة إلى حد ما. وسيكون من المستحيل الإلمام بها جميعها بمستوى المهارة نفسه، بالإضافة إلى ذلك، لتكون في أي تقنية متقن العمل تماماً تحتاج إلى سنوات من الخبرة.
على العموم، أول خطوة يقوم بها تقني الأسنان هي «إتقان عمل الجص»، ما يعني أن أول بدايتهم تكون في المختبر حيث تُصنع طبعات الأسنان، قالب القطع والمفاصل الارتكازية. يكتسب تقني الأسنان القدرة على القيام بمهام مختلفة ومتباينة في المختبر، يكون قادراً على تنفيذ معظم الخطوات في إنتاج معظم الصناعات المختلفة، مثل أطقم الأسنان الجزئية القابلة للإزالة، الأطقم الكاملة والجزئية المصنوعة من الراتينج وأجهزة تقويم الأسنان (تتضمن الدعامات والمثبتات). مع ذلك، كما ذُكر سابقاً، يحتاج تقنيو الأسنان إلى التخصص؛ هناك العديد من مختبرات الأسنان المحددة الموجودة لجميع أنواع صناعة الأسنان.

### «الملمع»
«الملمع» هو فني الأسنان الذي يُكرس نفسهُ لتركيب الأسنان، إما من خلال صنع مواد أسنان صناعية مصنوعة من الراتنج أو المعدن أو صب عنق السن أو تحميل الراتنج. ضمن مهنتهم، يُمكن الإشارة إليهم بـ «المشمع».

### «الحداد»
«الحداد» هو فني أسنان يكون مسؤولًا عن صب قضبان الأسنان، ما يعني أنهم يصبون المعدن ويحصلون على قضبان معدنية لمواد صناعة الأسنان الثابتة، مشابهة لمواد صناعة الأسنان القابلة للإزالة والمصنوعة من الراتنج. وهم أيضاً مسؤولون عن معالجة وإعادة صياغة المعدن المذكور. يمكن لهؤلاء المهنيين أيضًا أن يكونوا مسؤولين عن تصميم أشكال الشمع لمواد الأسنان الاصطناعية المعدنية القابلة للإزالة، مثل أغلفة التيجان والجسور الثابتة. من بين أشياء أخرى، يعتمد ذلك على فني الأسنان والمختبر الذي يعملون فيه.

### اختصاصيو صناعة تقويم الأسنان
من الشائع جداً تمييز صانعي الأسنان الذين يعملون في صناعة تقويم الأسنان القابل للإزالة، ومن الطبيعي وجود مهنيين متخصصين في هذا المجال. تتكون المعدات القابلة للإزالة من مجموعة متنوعة من الأجهزة المختلفة، لكل منها تسميات وميزات خاصة. يجب أن يكون اختصاصيو صناعة تقويم الأسنان سريعي الحركة ودقيقين عند معالجة مختلف الكماشات والتلاعب بالأسلاك.

### اختصاصي الخزف
اختصاصي الخزف هو طبيب أسنان تخصص في المرحلة الأخيرة من تصنيع مواد الأسنان الثابتة، والتي تتضمن تجميع الخزف على هياكل تعويضية صناعية مختلفة مثل؛ الجسور، التيجان، الزرع التعويضي والمواد الصناعية التعويضية. تتطلب هذه التقنية المعقدة موهبة فنان، يستطيع فنيو الأسنان تحقيق مستويات مختلفة من القدرة. تطوير إبداعهم إلى حد أكبر أو أقل يمنح أسنانك أفضل مظهر طبيعي ممكن. لذلك، غالبًا ما يُعد اختصاص الخزف ذا قيمة بالغة.

## المنتجات التي تُصنع بواسطة فنيي الأسنان
يصنع تقنيو الأسنان غالباً أطقم الأسنان، أو بالمثل، أجزاء صناعية مراد منها أساساً استبدال الأسنان الطبيعية أو المفقودة للمريض. وبالتالي، يصنع فنيو الأسنان مواد صناعية راتنجية كاملة (تُسمى بشكل شائع أطقم الأسنان)، ومواد صناعية جزئية (تكون معدنية أو تُصنع من الراتنج)، والجسور والتيجان من أي نوع (المواد الصناعية الثابتة، وتسمى أيضًا زراعة الأسنان)، والأجهزة الصناعية المختلطة. من ناحية أخرى، يصنع فنيو الأسنان جميع أجهزة تقويم الأسنان القابلة للإزالة (أطقم الأسنان القابل للإزالة)، جبائر الأسنان، والطبعات السنية الفردية، والمواد الصناعية الراتنجية المؤقتة، وصفائح العض، بالإضافة إلى نماذج الصب الدراسية. من مسؤولية تقنيي الأسنان أيضاً صنع المواد المركبة (إصلاح للأجزاء الصناعية في حالة كسرها) والصقل (إعادة تعديل الأجزاء الصناعية عندما تكون كبيرة جدًا أو رقيقة في الفم بسبب إعادة امتصاص العظم السنخي بمرور الوقت). كل ذلك، بما يتعلق بنماذج الجص أو نماذج المدربين، تعد جريمة تؤثر على فم المريض. في كل دولة تنظم مهنة تقني الأسنان قانونياً، تقني الصناعة هو المحترف الوحيد المدرب والمخول له قانونيًا بصنع المنتجات المذكورة سابقًا.
بموجب القانون، لا يستطيع تقنيو الأسنان أبداً، حتى بموجب وصفة طبية، أن يأخذوا طبعات للأسنان- فالمسؤول عن ذلك قانونياً هو طبيب الأسنان، ويعتبره قانون العقوبات جريمة تطفلية إذا لمس اختصاصي صناعة الأسنان فم المريض.

## مهام طبيب الأسنان
يمكن تلخيص هدف فني الأسنان باستعادة وظيفة وصحة وجمالية الفم. ليس الهدف الوحيد من اختصاصي صناعة الأسنان إنشاء الأجزاء الصناعية، بل الأصح استعادة وظائف فم المريض، من المضغ والبلع إلى التحدث والنطق الصحيح. إذ يشمل عمل اختصاصي التعويضات صحة فم المريض ووظيفته الميكانيكية ونظافته وراحته، بالإضافة إلى جمالية الفم والوجه. هذا الهدف هو مجهود مشترك بين أعضاء العيادة والمختبر، يُنسق الجهد ويُنجز جزئيًا بواسطة طبيب الأسنان وفني الأجزاء الصناعية. ومع ذلك، المسؤول الوحيد عن إنشاء الأجزاء الصناعية هو اختصاصي الصناعة، كون ناتج عمله عنصرًا مصنوع يدويًا وشخصيًا وفريدًا ومصممًا في معمل الأسنان.